# بات غاريتي
بات غاريتي (بالإنجليزية: Pat Garrity)‏ مواليد 23 أغسطس 1976 في لاس فيغاس، هو لاعب كرة سلة أمريكي سابق بدأ مسيرته الاحترافية في سنة 1998. يبلغ طوله 6 قدم 9 بوصة (2.1 م). اعتزل اللعب في 2008.

## فرق لعب لها
- فينيكس صنز
- أورلاندو ماجيك

## روابط خارجية
- بات غاريتي على موقع الاتحاد الدولي لكرة السلة (الإنجليزية)
- بات غاريتي على موقع إن بي أي (الإنجليزية)
- بات غاريتي على موقع سبورتس رفرنس (الإنجليزية)
- بات غاريتي على موقع كرة السلة الأوروبية.كوم (الإنجليزية)
- بات غاريتي على موقع كلية كرة السلة في سبورتس رفرنس.كوم (الإنجليزية)
- بات غاريتي على موقع ريلجم (الإنجليزية)
- بات غاريتي على موقع بروبوليرز (الإنجليزية)